# Frank Weber (Fußballspieler)
Frank Weber (* 23. Februar 1968 in Landstuhl) ist ein ehemaliger deutscher Fußballspieler und -trainer.

## Karriere
Der damals in Diensten von Alemannia Aachen stehende Stürmer Weber gab sein Debüt im deutschen Profifußball in der Saison 1988/89. Am 7. Spieltag spielte er in der 2. Bundesliga gegen Viktoria Aschaffenburg, wo er auch sein erstes Tor erzielte. In dieser Spielzeit, in der die Alemannia Platz 7 erreichte, absolvierte er 25 Spiele und erzielte 13 Tore. Weber verließ Aachen und spielte in den nächsten Jahren im Amateurbereich beim FK Pirmasens und dem 1. FC Kaiserslautern. Ab der Saison 1993/94 lief er für Bayer 05 Uerdingen in der 2. Bundesliga auf. Dort war er Ergänzungsspieler, der in 29 Zweitligaspielen zum Einsatz kam. In dieser Saison stieg Weber mit Bayer auf. In der anschließenden Erstligasaison absolvierte er 14 Spiele und erzielte ein Tor, doch er konnte sich nicht weiter durchsetzen. Nach der Saison verließ er Bayer und spielte anschließend wieder im Amateurbereich für TuS Paderborn-Neuhaus, 1. FC Kaiserslautern und den FK Pirmasens.
Nach seiner Laufbahn als Spieler übernahm er das Traineramt bei unterschiedlichen Vereinen.